# Hugo Leven

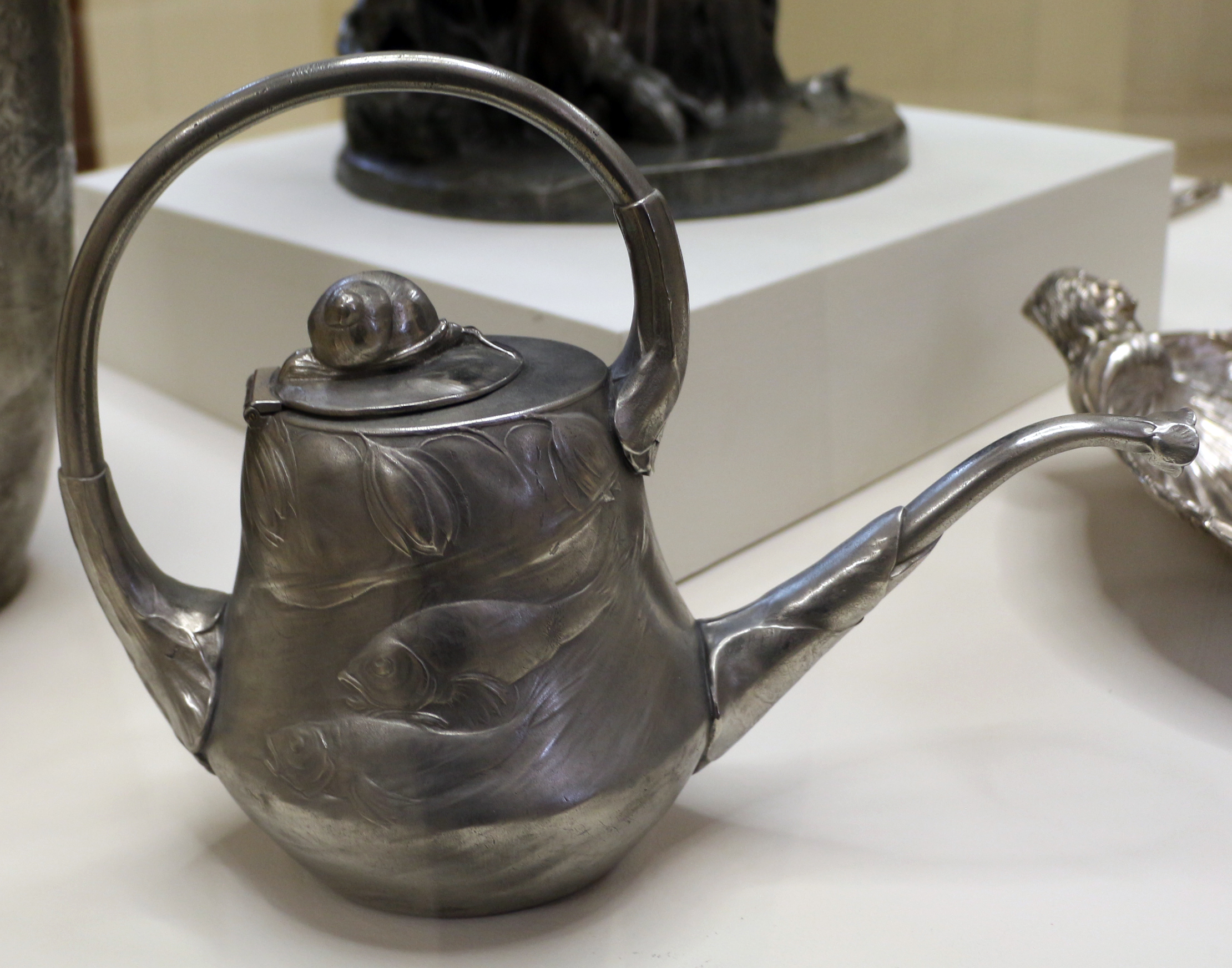
Hugo Levens Gießkanne für Orchideen, Entwurf für Kayserzinn von etwa 1897, Musée d’Orsay

Hugo Leven (* 15. März 1874 in Düsseldorf-Benrath; † 1956 in Bad Soden-Salmünster) war ein deutscher Bildhauer.

## Leben und Werk
Leven studierte an der Kunstgewerbeschule und dann an der Kunstakademie Düsseldorf. Er arbeitete zeitweise im Atelier seines Vaters Louis Leven, hatte zahlreiche Kontakte zu französischen Künstlern, die ihn stark beeinflussten, und wurde schnell bekannt. Engelbert Kayser stellte ihn als ersten Mitarbeiter in seinem Atelier ein. Von 1895 bis 1904 entwarf Leven zahlreiche Modelle für Kayserzinn; seine Werke beeinflussten die Zinngießerei des Jugendstils nachhaltig. Außerdem arbeitete er für das Unternehmen Kreuter in Hanau und andere Unternehmen, die Metall-, Silber- und Steingutwaren herstellten, wie z. B. Koch & Bergfeld und WMF. 1904 bis 1909 lebte er in Bremen.
1906 waren Werke Levens auf der Dritten Deutschen Kunstgewerbeausstellung in Dresden zu sehen; auch an Weltausstellungen etc. beteiligte er sich.
Von 1909 bis 1933 lehrte er an der Zeichenakademie der Fachschule für Edelmetallindustrie in Hanau, deren Direktor er wurde. Zu seinen Schülern gehörten Wilhelm Wagenfeld, Christian Dell und Herbert Zeitner. 1933 verlor er seine Stelle. Nach dem Zweiten Weltkrieg leitete er den Wiederaufbau der Zeichenakademie, die 1947 wieder ihren Betrieb aufnahm.
Levens Stil wird bestimmt von ornamental angeordneten, aber naturalistisch modellierten Pflanzen- und Tierdarstellungen.
2001/2002 war eine Ausstellung über Leven und seine Werke im Historischen Museum Hanau im Schloss Philippsruhe in Hanau und im Kreismuseum Zons zu sehen.

Exponate im Indianapolis Museum of Art
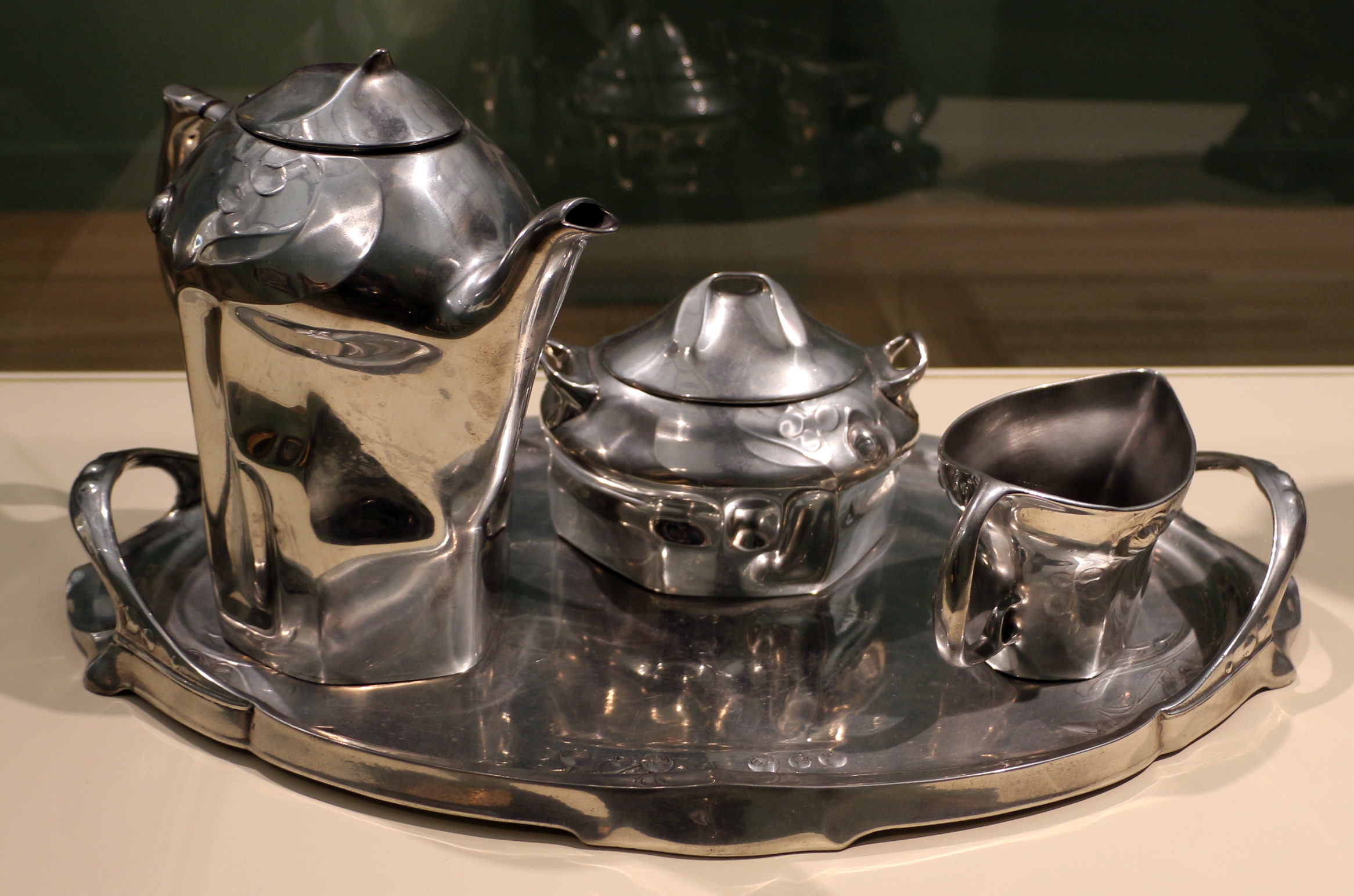
Teeservice aus Zinn, 1900–1904, von Hugo Leven und Hermann Fauser
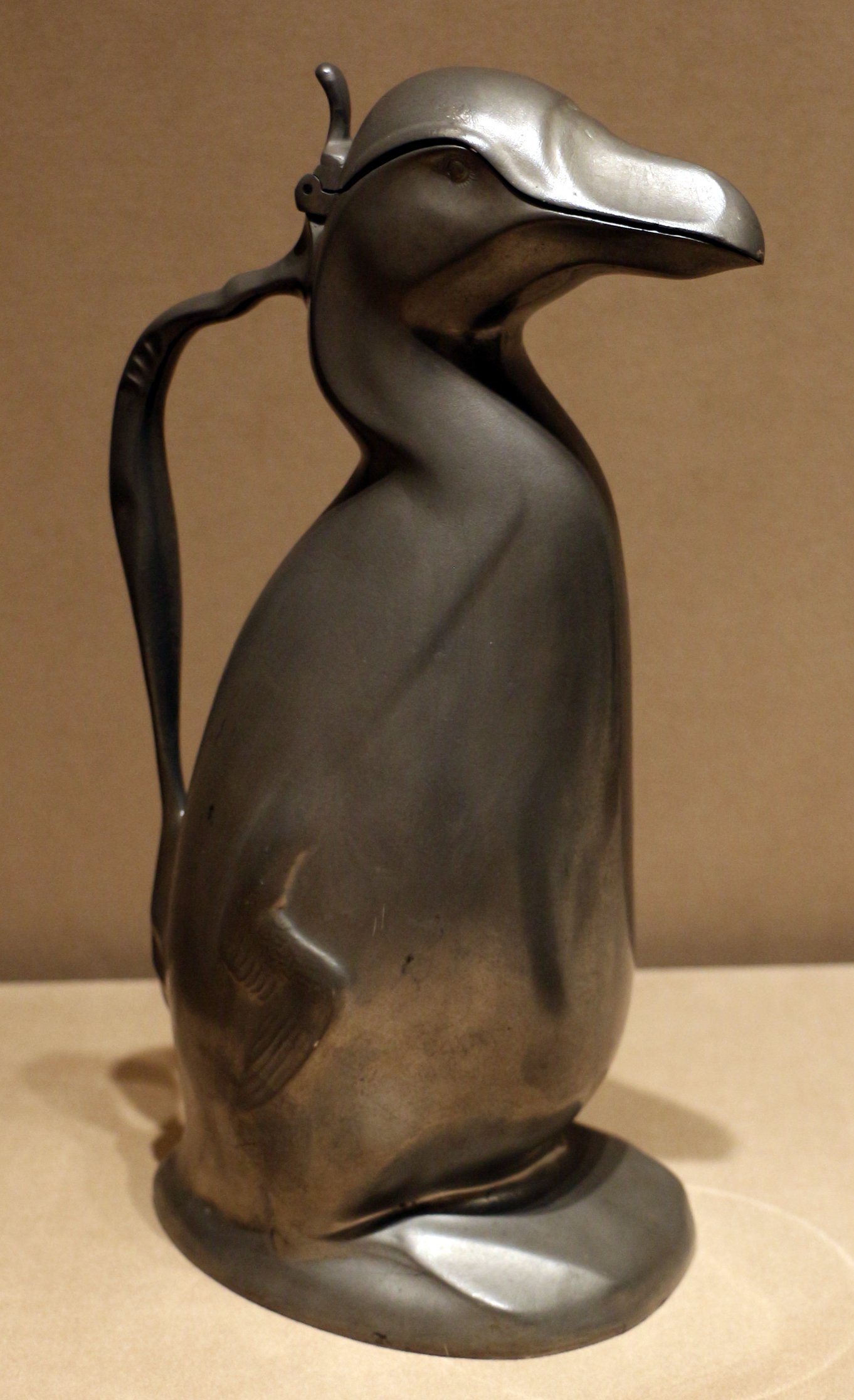
Zinnkrug, 1900–1901, Hugo Leven für J.P. Kaiser und Sohn AG
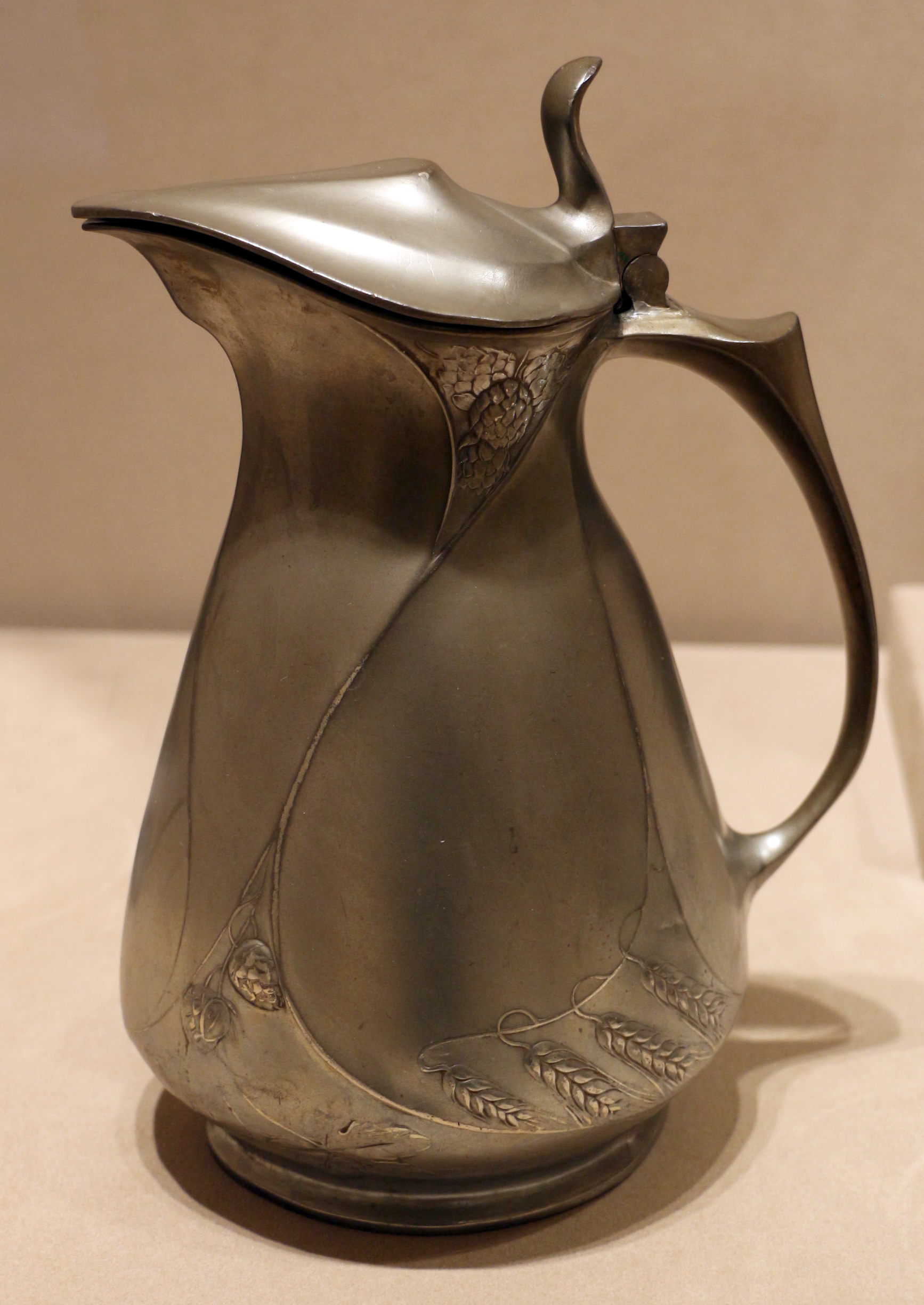
Bierkrug aus Zinn, 1901–1902, Hugo Leven für J.P. Kaiser und Sohn AG
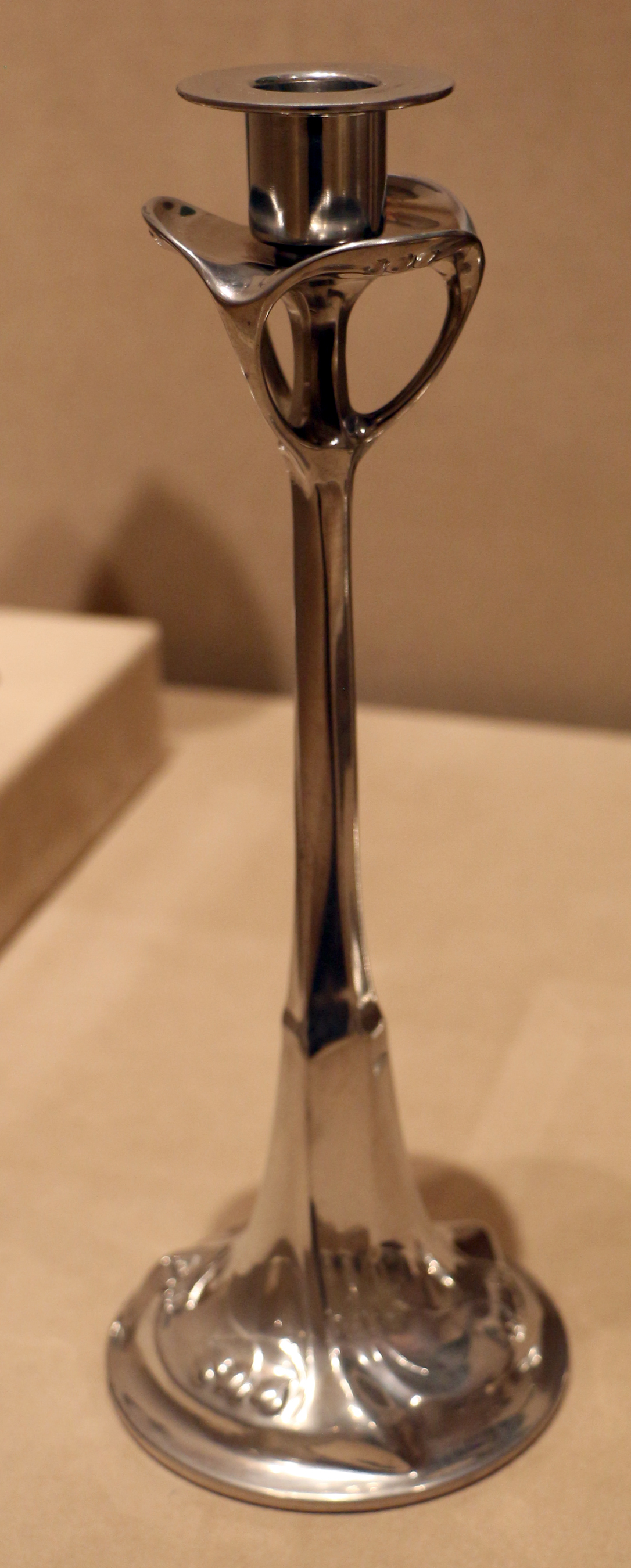
Zinnleuchter, 1900–1901, Hugo Leven für J.P. Kaiser und Sohn AG